# 在ネパール日本国大使館
在ネパール日本国大使館（ざいネパールにほんこくたいしかん、ネパール語: नेपालमा रहेको जापानी दूतावास、英語: Embassy of Japan in Nepal）は、ネパールの首都カトマンズにある日本の大使館。

## 沿革
- 1956年9月1日、日本とネパール王国の外交関係が樹立される[1]
- 1968年、カトマンズに在ネパール日本国大使館が開設される[2]
- 2008年5月28日、ネパールで王制が廃止されて共和制へ移行したが[3]、日本との国交や両国の大使館は継承[4]

## 住所
- 所在地: Panipokhari, Kathmandu[5]
- 私書箱: P.O. Box 264, Kathmandu[5]